# مملكة جوشي
جوشي (صينيون)، بالإنكليزية Gushi (Chinese)، هم شعب أسس مملكة خلال الألفية الأولى قبل الميلاد في انخفاض توربان [الإنجليزية] (شينجيانغ الحديثة، الصين). ضمت المملكة منطقة بحيرة آيدنج الواقعة في سلسلة جبال تيان شان الشرقية. خلال أواخر القرن الثاني وأوائل القرن الأول قبل الميلاد، كانت المنطقة تهيمن عليها بشكل متزايد أسرة هان والجيران الشماليون لجوشي، وشيونجنو، وأصبحت واحدة من العديد من الدول الصغيرة في المناطق الغربية [الإنجليزية] لسلالة هان الصينية. دمرت أطلال Jiaohe [الإنجليزية] (جياوهي، التي عُرفت فيما بعد باسم يارخوتو، ويارغول) في هجوم المغول في القرن الثالث عشر. ربما كانوا أحد شعوب توكاريان وتحدثوا بإحدى اللغات المرتبطة.

## تاريخ
وفقا لجي بي مالوري وفيكتور إتش ماير، فإن الروايات الأولى لجوشي تشير إلى أنهم «عاشوا في الخيام، وتبعوا الأعشاب والمياه، وكان لديهم معرفة كبيرة بالزراعة. كانوا يملكون ماشية وخيول وجمال وأغنام وماعز. كانوا بارعين في استخدام الأقواس والسهام». ارتبطت جوشي ومملكة لولان في حساب تشانغ تشيان (المتوفي 113 قبل الميلاد)، جزئيًا لأن كلاهما كانا تحت سيطرة شيونغنو. حوالي 60 قبل الميلاد، الهان - التي حكمها الإمبراطور شوان في ذلك الوقت- هزمت قوات شيونغنو في معركة جوشي، أثناء حرب هان شيونغنو. بعد ذلك، قسم الجزء الرئيسي من أراضي جوشي إلى ولايتين: منطقة جنوبية يسيطر عليها الهان، الذين أشاروا إليها باسم «بالقرب من جوشي» (أو «جوشي الأمامية»)، ومنطقة شمالية تُعرف باسم «جوشي الأبعد»(أو«جوشي اللاحق») الذي سيطر عليه شيونغنو. كان أقرب جوشي يديره الهان من عاصمة في جياوهي (16 كيلومترًا غرب موقع توربان الحديث). يبدو أن عاصمة جوشي الأبعد كانت تسمى يولي أو يولاي، وكانت تقع في حوالي 10كم شمال Jimasa و200كم شمال Jiaohe. لم تستعيد جوشي استقلالها أبدًا.

## آثار
اكتشف قبر عمره 2700 عام في عام 2008 في مقابر يانغهاي، وهي مقبرة قديمة (مساحة 54000 متر مربع)، نُسبت إلى جوشي أو أسلافهم. من المحتمل أن البقايا تعود إلى أحد الشامان. بالقرب من رأس الشامان وقدميه، كانت هناك سلة جلدية كبيرة ووعاء خشبي مليء بـ 789 جرامًا من الحشيش المجفف، محفوظة بشكل رائع في ظروف مناخية سيئة. أظهر فريق دولي أن هذه المادة تحتوي على رباعي هيدروكانابينول، المكون النفساني للقنب. من الواضح أن القنب كان «يُزرع لأغراض نفسية»، وليس موادا أولية لصناعة الملابس أو الغذاء. ربما استخدم مساعدا طبي، أوفي مجال العرافة. هذا هو أقدم استخدام معروف للقنب كعامل دوائي. كانت الظروف شديدة الجفاف والتربة القلوية بمثابة مواد حافظة، مما سمح لفريق من العلماء بتحليل دقيق للمحتويات المخبأة، والتي احتفظت بلونها الأخضرعلى الرغم من أنها فقدت رائحتها المميزة.

## أنظر أيضا
- مومياوات تريم

## روابط خارجية
- مملكة الأقرب
- وجدت الشامان والمقابر

### اقتباسات
1. ↑  Jan Romgard, “Ancient Human Settlements in Xinjiang and the Early Silk Road Trade” Sino-Platonic Papers, 185 (November, 2008)[وصلة مكسورة]
2. ↑  Mallory، J. P.؛ Mair، Victor H. (2000). The Tarim Mummies: Ancient China and the Mystery of the Earliest Peoples from the West. London: Thames & Hudson. ص. 143–144. ISBN:9780500051016.
3. ↑  Fan Ye, Chronicle on the 'Western Regions' from the Hou Hanshu. (transl. John E. Hill), 2011] "Based on a report by General Ban Yong to Emperor An (107–125 CE) near the end of his reign, with a few later additions." (20 December 2015) نسخة محفوظة 2022-10-16 على موقع واي باك مشين.
4. 1 2  Russo، Ethan B.؛ وآخرون (2008). "Phytochemical and genetic analyses of ancient cannabis from Central Asia". Journal of Experimental Botany. ج. 59 ع. 15: 4171–4182. DOI:10.1093/jxb/ern260. PMID:19036842. {{استشهاد بدورية محكمة}}: الوسيط غير المعروف |PMCID= تم تجاهله يقترح استخدام |pmc= (مساعدة)